# Mușchiul abductor lung al policelui
Mușchiul abductor lung al policelui sau mușchiul lung abductor al policelui (Musculus abductor pollicis longus) este un mușchi lung, așezat în jumătate distală a feței posterioare a antebrațului, spre partea laterală a lui. Se află în planul profund al mușchilor posteriori ai antebrațului, sub mușchii superficiali. Este cel mai lateral și mai puternic dintre mușchii planului profund. Are un corp muscular turtit care se continuă printr-un
tendon lung și subțire.

## Inserții
Își are originea proximal pe fața posterioară a ulnei (distal de originea mușchiului anconeu), pe fața posterioară a radiusului (în treimea mijlocie, distal de originea mușchiului supinator) și pe membrana interosoasă corespunzătoare.
De aici, mușchiul se îndreaptă oblic în jos și lateral, devenind superficial în partea distală a antebrațului, unde este vizibil ca o elevație oblică. Fibrele musculare se continuă proximal de carp printr-un tendon lung și subțire care trece prin șanțul de pe fața laterală a extremității distale a radiusului împreună cu tendonul mușchiului extensor scurt al policelui (Musculus extensor pollicis brevis), ambele tendoane trecând în continuare sub retinaculul extensorilor.
Tendonul mușchiului abductor lung al policelui se imparte de obicei în doua fâșii, dintre care una se inseră pe partea laterală a bazei primului metacarpian, iar cealaltă pe osul trapez. 

## Raporturi
În partea proximală, fiind situat profund, este acoperit de mușchiul extensor al degetelor (Musculus extensor digitorum), mușchiul scurt extensor radial al carpului (Musculus extensor carpi radialis brevis) și mușchiul extensor al degetului mic (Musculus extensor digiti minimi). În jumătatea distală a antebrațului devine superficial și este acoperit doar de fascia antebrahială (Fascia antebrachii) și piele. 
Mușchiul acoperă oasele antebrațului, membrana interosoasă. În apropierea articulației radiocarpiene tendonul lui încrucișează mușchiul lung extensor radial al carpului (Musculus extensor carpi radialis longus) și mușchiul scurt extensor radial al carpului (Musculus extensor carpi radialis brevis).
Marginea laterală vine în raport cu mușchiul supinator (Musculus supinator).
Marginea medială vine în raport cu mușchiul extensor scurt al policelui (Musculus extensor pollicis brevis).

## Acțiune
Mușchiul este abductor al policelui (degetului mare) și în mod secundar, abductor al mâinii. El este sinergist cu mușchii flexori (și nu extensori). În caz de paralizie a flexorilor el poate să-i înlocuiască.
Acționând împreună cu extensorii policelui el extinde degetul mare în articulația carpometacarpiană.

## Inervația
Inervația este asigurată de nervul interosos posterior (Nervus interosseus antebrachii posterior), ramură a nervului radial (neuromer C6—C8). 

## Vascularizația
Vascularizația este asigurată de artera interosoasă posterioară (Arteria interossea posterior)